# Phytomyza ditmani
Phytomyza ditmani är en tvåvingeart som beskrevs av Kulp 1968. Phytomyza ditmani ingår i släktet Phytomyza och familjen minerarflugor.
Artens utbredningsområde är District of Columbia. Inga underarter finns listade i Catalogue of Life.